# Mauricio Carrasco
Mauricio Nicolás Carrasco (Neuquén, 24 settembre 1987) è un ex calciatore argentino, di ruolo attaccante.

## Carriera
Ha giocato nella prima divisione argentina ed in quella greca.